# Шкільна форма

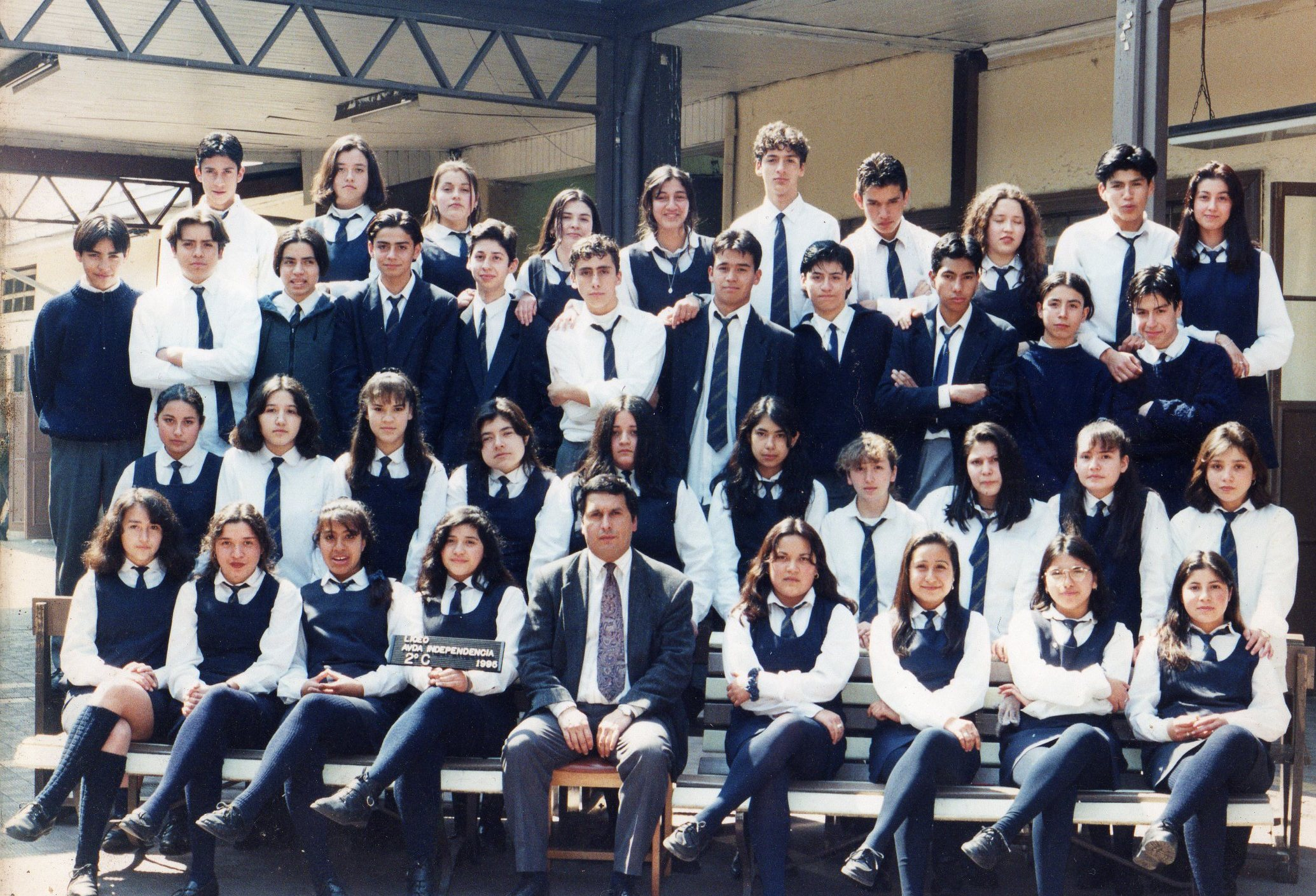
Учні ліцею в Чилі, 1995

Українські школярі, 2009

Шкільна́ фо́рма — варіант уніформи, призначений для школярів та учнів початкової та частково середньої школи (ліцеї, гімназії тощо).

## Історія

### Історія шкільної форми в Україні
1833 року було затверджено загальну систему цивільних мундирів Російської імперії, у тому числі й для середніх навчальних закладів. У ті часи всі державні, службовці повинні були носити формений одяг, що відповідає їхньому чину, званню, згідно з «Табелем про ранги». Так, усі педагоги в гімназіях носили формені сюртуки й для учнів були введені формені костюми. Гімназисти повинні були носити кашкет з емблемою гімназії, гімнастерки, шинелі, куртки, штани, чорні черевики. Відрізнявся одяг тільки кольором, кантами, ґудзиками й емблемами. Незмінним атрибутом гімназистів був ранець.
Форма гімназистів була становою ознакою, її носили не тільки в гімназії, але й на вулиці, вдома, під час свят. До 1917 року фасон форми хлопчиків мінявся кілька разів відповідно до віянь моди, коливаючись на грані цивільного й військового костюмів.
Положення про гімназичну форму для дівчат було затверджено 1896 року. Наприклад, вихованкам Смольного інституту пропонувалося носіння суконь певних кольорів, залежно від віку; для вихованок 6-9 років коричневий колір сукні, 9-12 років — блакитний, 12-15 років — сірий і 15-18 років — білий. Сукні були закриті, одноколірні, простого покрою, з ними носили білий фартух, білу пелеринку, іноді — білі рукавчики. В інших державних жіночих гімназіях також існувала форма: коричневі сукні з високим коміром і фартухи — чорний у навчальні дні й білий у святкові. Парадна форма доповнювалася білим відкладним коміром і солом'яним капелюшком. Якщо в місті було кілька жіночих гімназій, те, як правило, форма в них була різного кольору.
Після Жовтневого перевороту, «у рамках боротьби з буржуазними пережитками й спадщиною царсько-поліцейського режиму» в 1918 році був виданий Декрет «Про єдину школу…», що скасовував носіння шкільної форми. Офіційно було оголошено, що «форма демонструє несвободу учня, принижує його»; насправді, у країни на той момент просто не було фінансових можливостей одягти велику кількість дітей у форму.
Шкільна форма стає знову обов'язковою лише після Німецько-радянської війни. В 1949 році в СРСР уводиться єдина шкільна форма. Відтепер хлопчики зобов'язані були носити військові гімнастерки з комірцем-стійкою, з п'ятьома ґудзиками, а двома прорізними кишенями із клапанами на груди; а дівчатка — коричневі вовняні сукні із чорним фартухом (на свята — білим). Обов'язковим атрибутом стала символіка: у піонерів — червона краватка, у комсомольців і жовтенят — значок на груди. У 1962 році хлопчиків переодягли в сірі вовняні костюми, а в 1973 році — у костюми із синьої піввовняної тканини з емблемою й алюмінієвими ґудзиками. У 1976 році дівчатка теж стали одягатися по-новому — у темно-коричневі сукні. У середині 80-х старшокласниці могли перемінити сукню й фартух на синю спідницю, сорочку, жилетку й піджак.
В Україні форма для хлопчиків була переважно коричневого кольору. Існувало два варіанти верху — піджак або куртка. Емблем на коричневій формі не було.
Після розпаду Радянського Союзу в школах відмовилися від носіння обов'язкової шкільної форми. Тепер кожний навчальний заклад сам повинен вирішувати, уводити форму чи ні. Найпрестижніші навчальні заклади, а також деякі школи мають свою власну форму, що підкреслює приналежність учня до того або іншому навчальному закладу, що допомагає дисциплінувати учнів, прищеплювати їм гарні манери.
З того часу, як єдина шкільна форма була скасована, питання про зовнішній вигляд учнів вирішується керівництвом навчального закладу разом з батьківськими комітетами, або особистими перевагами батьків. Потрібна єдина шкільна форма чи ні — дотепер є предметом суперечок.
2019 року Президент Зеленський скасував указ про обов'язкову шкільну форму для учнів середніх закладів освіти. Спеціальну форму одягу для школярів регулював указ президента від 12 червня 1996 року № 417 «Про шкільну форму для учнів середніх закладів освіти».

## Види одягу, що входять у шкільну форму

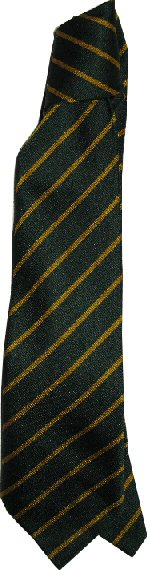
Шкільна краватка

### Для дівчат
- Сарафан
- Спідниця
- Штани дівочі
- Жакет чи кардиган
- Блузка
- Водолазки (гольфи)
- Жилет

### Для хлопчиків
- Штани
- Піджак
- Сорочки або теніски
- Водолазки
- Жилет

## Матеріали
За українськими стандартами, вміст штучних волокон у першому шарі одягу не повинен перевищувати 40 %, у другому — 67 %. Наприклад, у шкільних сорочках для хлопчиків вміст штучних матеріалів, зокрема поліефіру, не повинен перевищувати 40 %. Синтетичні тканини мають низький рівень повітропроникності, накопичення статичної електрики також призводить до дискомфорту. У результаті порушується стан центральної нервової системи, провокуючи дратівливість та стомлюваність дитини.

## Дизайн
Серед пошуків дизайну форми, в Україні пропонують оздоблювати шкільну форму вишивковими орнаментами; це може бути з різницею для кожного регіону.

## Стандарти на форму
У маркуванні продукції мають бути вказані найменування виробника, торгова марка, сировинний склад. Серед порушень якості одягу, присутнього в Україні, відзначають вміст небезпечних для здоров'я дитини синтетичних волокон, вміст яких перевищує допустимі норми. Невідповідністю при сертифікації є повна чи часткова відсутність маркування на виробах, застосування барвників, що можуть переходити на шкіру носія.